# 蒙自猕猴桃
蒙自猕猴桃（学名：Actinidia henryi）是猕猴桃科猕猴桃属的植物，为中国的特有植物。分布于中国大陆的云南等地，生长于海拔180米至2,450米的地区，常生长在路边以及石地。

## 异名
- Actinidia henryi Dunn var. glabricaulis (C. Y. Wu) C. F. Liang
- Actinidia henryi Dunn var. pollyodonta Hand.-Mazz.
- Actinidia rudis Dunn var. glabricaulis C. Y. Wu

## 变种
- 光茎猕猴桃（学名：Actinidia henryi var. glabricaulis）为猕猴桃科猕猴桃属蒙自猕猴桃的变种。分布在中国大陆的云南等地，生长于海拔2,300米的地区。
- 多齿猕猴桃（学名：Actinidia henryi var. polyodonta）是猕猴桃科猕猴桃属蒙自猕猴桃的变种。分布在中国大陆的云南等地，生长于海拔1,420米至2,450米的地区。